# Bảo tàng Bài hát Ba Lan ở Opole
Bảo tàng Bài hát Ba Lan ở Opole (tiếng Ba Lan: Muzeum Polskiej Piosenki w Opolu) là một bảo tàng ở Opole, Ba Lan. Bảo tàng là một tổ chức văn hóa của chính quyền địa phương. Trụ sở của giám đốc bảo tàng được đặt tại số 1 Quảng trường Kopernika, nhưng các triển lãm thường trực của bảo tàng được bố trí trong Nhà hát vòng tròn Thiên niên kỷ ở số 14a Phố Piastowska.
Hoạt động của bảo tàng tập trung vào việc thu thập, lập danh mục, bảo quản và quảng bá các bộ sưu tập về các bài hát Ba Lan. Bảo tàng Bài hát Ba Lan là bảo tàng duy nhất ở Ba Lan có mục tiêu chính là tạo ra một trung tâm thông tin về các bài hát Ba Lan và bảo vệ những thành tựu đó.

## Lịch sử
Bảo tàng được thành lập theo nghị quyết của Hội đồng thành phố Opole vào ngày 29 tháng 11 năm 2007. Cuộc triển lãm tạm thời đầu tiên của bảo tàng được tổ chức vào ngày 3 tháng 12 năm 2009. Ngoài ra, bảo tàng còn tổ chức một số triển lãm ngoài trời. Kể từ tháng 10 năm 2009, bảo tàng thường xuyên tổ chức các cuộc gặp gỡ với những người nổi tiếng nhằm phổ biến kiến thức về các bài hát Ba Lan, cụ thể là Danuta Grechuta, Halina Kunicka, Krystyna Prońko, Ania Rusowicz, Irena Santor, Lech Janerka, Bogusław Mec, Marek Niedźwiecki, Jan Pietrzak, và Tadeusz Woźniak.